# Los Albaricoques
Los Albaricoques è un piccolo centro della Spagna di circa 200 abitanti nella regione autonoma dell'Andalusia ed appartenente al municipio di Níjar (Almería) nei pressi del parco naturale della Sierra de Cabo de Gata, noto quale suggestiva location di numerosi film  del genere spaghetti-western tra i quali le pellicole cult di Per un pugno di dollari, Per qualche dollaro in più, Il buono, il brutto, il cattivo e Tepepa.